# Jerry Soto
Jerry Soto é um Porto-riquenho comentarista esportivo, atualmente trabalhando com a WWE como parte da equipe de anunciantes espanhola, ao lado de Marcelo Rodríguez.
Soto foi originalmente contratado pela WWE em março de 2011, mas foi dispensado devido a cortes no orçamento COVID-19 em 2020. No dia 17 de fevereiro de 2022, Carlos Cabrera foi demitido pela empresa, sendo Soto recontratado para assumir o cargo.

## Ligações Externas
Jerry Soto. no IMDb.